# Grammendorf
Grammendorf es un municipio situado en el distrito de Pomerania Occidental-Rügen, en el estado federado de Mecklemburgo-Pomerania Occidental (Alemania), a una altitud de 7 metros. Su población a finales de 2016 era de 500 habs. y su densidad poblacional, 15 hab/km².
Se encuentra al sur del distrito, junto a la frontera con el distrito de Llanura Lacustre Mecklemburguesa.